# 34863 Lientang
34863 Lientang este o planetă minoră (asteroid), cu un diametru de 4,627 km, din centura de asteroizi. A fost descoperită pe 13 octombrie 2001 la Experimental Test Site⁠(d) de Lincoln Near-Earth Asteroid Research. 
Obiectul prezintă o orbită caracterizată de o semiaxă mare de 2,320233 UAi, o excentricitate de 0,13, o înclinație de 8,55717 ° în raport cu ecliptica.